# Christopher Lloyd
Christopher Allen Lloyd (Stamford, 22 ottobre 1938) è un attore statunitense.
Dopo aver cominciato a recitare in teatro sul finire degli anni sessanta, esordì al cinema in Qualcuno volò sul nido del cuculo (1975), diretto da Miloš Forman. Fu scritturato per il ruolo di Jim Ignatowski nella serie televisiva Taxi, che interpretò tra il 1978 ed il 1983, che gli fece vincere due Emmy Award. Dopo alcuni ruoli cinematografici secondari, interpretò "Doc" Emmett Brown, il co-protagonista della trilogia di Ritorno al futuro (1985, 1989 e 1990), al fianco di Michael J. Fox. Nel 1984 recitò in Star Trek III - Alla ricerca di Spock e nel 1988 prese parte a Chi ha incastrato Roger Rabbit, nel ruolo del giudice Morton, l'antagonista principale del film. Nel 1991 e nel 1993 interpretò il ruolo di Zio Fester in La famiglia Addams e nel suo sequel.
Nel corso degli anni tornò molte volte a recitare in teatro, prendendo parte a oltre duecento spettacoli, molti dei quali a Broadway.

## Biografia

### I primi anni

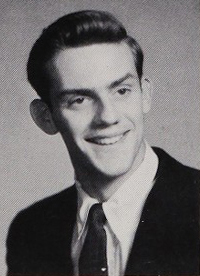
Christopher Lloyd nel 1955

Nacque il 22 ottobre 1938 a Stamford, nel Connecticut, in una famiglia di origini inglesi, gallesi e francesi. Figlio di Ruth Lapham (1896–1984), cantante e sorella del futuro sindaco di San Francisco, Roger Lapham, e di Samuel R. Lloyd Jr., avvocato. Egli era il più giovane dei sette figli avuti dalla coppia, uno dei quali Samuel Lloyd, fu anch'egli attore tra gli anni cinquanta e sessanta. Il nonno materno di Cristopher, Lewis Henry Lapham, era uno dei fondatori della compagnia petrolifera Texaco, ed era anche discendente di diversi passeggeri della Mayflower, incluso John Howland. Lloyd crebbe a Westport, nel Connecticut, dove frequentò la Staples High School e dove iniziò a recitare nella compagnia teatrale del college, gli Staples Players.

### Carriera
Iniziò la carriera nei teatri estivi di Mount Kisco, a New York, ed a Hyannis, nel Massachusetts. Recitò a New York all'età di 19 anni frequentando la Neighborhood Playhouse School of the Theatre con compagno di studi Sanford Meisner e fece la propria prima apparizione di rilievo nella piéce E misero le manette ai fiori di Fernando Arrabal.

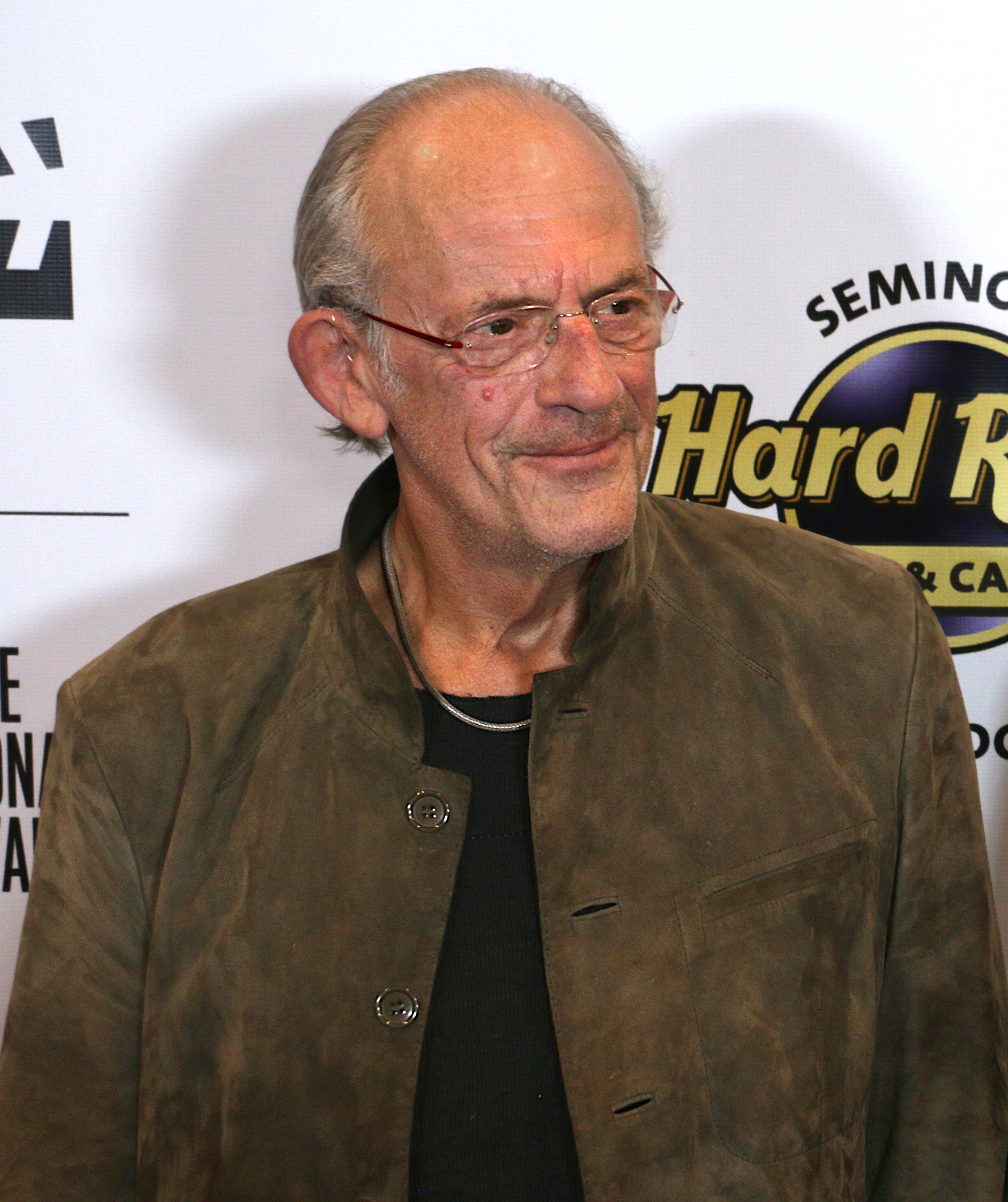
Christopher Lloyd al Fort Lauderdale International Film Festival 2015

Il suo debutto a Broadway fu con la commedia Red, White and Maddox (1969), e poi si guadagnò un ruolo in Sogno di una notte di mezz'estate, Kaspar (febbraio 1973), The Harlot and the Hunted, The Seagull (gennaio 1974), Total Eclipse (febbraio 1974), in Macbeth, In the Boom Boom Room, Cracks, Professional Resident Company, What Every Woman Knows, The Father, Re Lear, Power Failure e, a metà del 1972, apparve nell'Orfeo di Jean Cocteau al Jean Cocteau Theater presso 43 Bond Street.
Tornò a Broadway col musical Happy End. Interpretò un ruolo ne Il posseduto di Dostoevskij nell'adattamento di Andrzej Wajda presso il Yale Repertory Theater, e nella première di White Pelican di Jay Broad a Long Island.
Il suo primo ruolo importante in una produzione hollywoodiana fu nel film di Miloš Forman Qualcuno volò sul nido del cuculo, nella parte di Taber, un nevrotico paziente dell'istituto psichiatrico. Successivamente ottenne un ruolo anche nella celebre sit-com televisiva Taxi e poi quello del geniale scienziato Emmett "Doc" Brown nella trilogia di Ritorno al futuro (1985, 1989, 1990) e nella relativa serie animata. Ha poi interpretato il ruolo dello Zio Fester nei film La famiglia Addams (1991) e La famiglia Addams 2 (1993). Ha avuto anche una parte nel film Chi ha incastrato Roger Rabbit, vincitore di numerosi Oscar, nei panni del crudele giudice Morton. Viene inoltre ricordato per la sua interpretazione del villain Comandante Klingon Kruge in Star Trek III - Alla ricerca di Spock (1984). Nel 1997 dà la voce al malvagio stregone Grigorij Rasputin nel film Anastasia.
È anche apparso come protagonista del videogioco per PC Toonstruck. Ha anche partecipato al film del 2001 La forza della mente con Emma Thompson.
Lloyd è apparso nell'episodio Le facce buffe del telefilm Malcolm, oltre che in ambedue le parti dell'episodio Il ritratto della serie Cin cin e a tre di apparizioni del telefilm Tremors, negli ormai collaudati panni di un ex scienziato. Ha interpretato il personaggio di "Harold March", un eccentrico ex scienziato in pensione, in Una pupa in libreria; è apparso nel decimo episodio della terza stagione della serie televisiva Fringe, nel ruolo di un ex-musicista, rinchiuso in una casa di riposo; ha altresì partecipato all'episodio 17 della settima stagione della serie televisiva Law & Order - Criminal Intent.

## Vita privata
Si è sposato cinque volte: prima con l'attrice Catherine Boyd dal 1959 al 1971; poi con l'attrice Kay Tornborg dal 1974 al 1987; poi dal 1988 al 1991 con Carol Vanek; dal 1992 al 2005 con la sceneggiatrice Jane Walker Wood; nel 2016 con l'italoamericana Lisa Loiacono, sua agente immobiliare di fiducia che nel 2012 si era occupata della vendita della sua casa a Montecito, in California.
Ha avuto un nipote, Sam Lloyd (1963-2020), anch'egli attore.

## Filmografia

### Attore

#### Cinema
- Qualcuno volò sul nido del cuculo (One Flew Over the Cuckoo's Nest), regia di Miloš Forman (1975)
- Un altro uomo, un'altra donna (Un autre homme, une autre chance), regia di Claude Lelouch (1977) - non accreditato
- I tre guerrieri (Three Warriors), regia di Kieth Merrill (1977)
- Verso il sud (Goin' South), regia di Jack Nicholson (1978)
- Il ritorno di Butch Cassidy & Kid (Butch and Sundance: The Early Days), regia di Richard Lester (1979)
- The Lady in Red, regia di Lewis Teague (1979)
- Il campo di cipolle (The Onion Field), regia di Harold Becker (1979)
- The Black Marble, regia di Harold Baker (1980)
- Schizoid, regia di David Paulsen (1980)
- Il postino suona sempre due volte (The Postman Always Rings Twice), regia di Bob Rafelson (1981)
- La leggenda del ranger solitario (The Legend of the Lone Ranger), regia di William A. Fraker (1981)
- National Lampoon's Movie Madness, regia di Bob Giraldi & Henry Jaglom (1982)
- Mister mamma (Mr. Mom), regia di Stan Dragoti (1983)
- Essere o non essere (To Be or Not to Be), regia di Alan Johnson (1983)
- Star Trek III - Alla ricerca di Spock (Star Trek III: The Search for Spock), regia di Leonard Nimoy (1984)
- Non toccate le ragazze (Joy of Sex), regia di Martha Coolidge (1984)
- Le avventure di Buckaroo Banzai nella quarta dimensione (The Adventures of Buckaroo Banzai Across the 8th Dimension), regia di W. D. Richter (1984)
- Ritorno al futuro (Back to the Future), regia di Robert Zemeckis (1985)
- Signori, il delitto è servito (Clue), regia di Jonathan Lynn (1985)
- Il mistero della giungla proibita (Miracles), regia di Jim Kouf (1986)
- Bobo, vita da cani (Walk Like a Man), regia di Melvin Frank (1987)
- La leggenda del cavallo bianco (Bialy Smok), regia di Jerzy Domaradzki e Janusz Morgenstern (1987)
- Mille pezzi di un delirio (Track 29), regia di Nicolas Roeg (1988)
- Chi ha incastrato Roger Rabbit (Who Framed Roger Rabbit), regia di Robert Zemeckis (1988)
- Otto uomini fuori (Eight Men Out), regia di John Sayles (1988)
- Quattro pazzi in libertà (The Dream Team), regia di Howard Zieff (1989)
- Ritorno al futuro - Parte II (Back to the Future - Part II), regia di Robert Zemeckis (1989)
- Perché proprio a me? (Why Me?), regia di Gene Quintano (1990)
- Ritorno al futuro - Parte III (Back to the Future - Part III), regia di Robert Zemeckis (1990)
- Back to the Future... The Ride, regia di Douglas Trumbull – cortometraggio (1991)
- Cose dell'altro mondo (Suburban Commando), regia di Burt Kennedy (1991)
- La famiglia Addams (The Addams Family), regia di Barry Sonnenfeld (1991)
- Un pezzo da 20 (Twenty Bucks), regia di Keva Rosenfeld (1993)
- Dennis la minaccia (Dennis the Menace), regia di Nick Castle (1993)
- La famiglia Addams 2 (Addams Family Values), regia di Barry Sonnenfeld (1993)
- Angels (Angels in the Outfield), regia di William Dear (1994)
- Vacanze a modo nostro (Camp Nowhere), regia di Jonathan Prince (1994)
- Benvenuti a Radioland (Radioland Murders), regia di Mel Smith (1994)
- Pagemaster - L'avventura meravigliosa (The Pagemaster), regia di Pixote Hunt, Maurice Hunt e Joe Johnston (1994)
- Cosa fare a Denver quando sei morto (Things to Do in Denver When You're Dead), regia di Gary Fleder (1995)
- Cadillac Ranch, regia di Lisa Gottlieb (1996)
- Cambio vita (Changing Habits), regia di Lynn Roth (1997)
- Bionda naturale (The Real Blonde), regia di Tom DiCillo (1997)
- Dinner at Fred's, regia di Shawn Thompson (1997)
- Martin il marziano (My Favorite Martian), regia di Donald Petrie (1999)
- Un genio in pannolino (Baby Geniuses), regia di Bob Clark (1999)
- Convergence, regia di Gavin Wilding (1999)
- Man on the Moon, regia di Miloš Forman (1999) - cameo non accreditato
- Kids World, regia di Dale G. Bradley (2000)
- Wish You Were Dead, regia di Valerie McCaffrey (2002)
- Interstate 60, regia di Bob Gale (2002)
- Outtakes – cortometraggio (2002) - non accreditato
- Haunted Lighthouse, regia di Joe Dante – cortometraggio (2003)
- Admissions, regia di Melissa Painter (2004)
- Bad Girls, regia di John T. Kretchmer (2005)
- Enfants terribles, regia di Terry Nemeroff (2005)
- Flakes, regia di Michael Lehmann (2007)
- Il richiamo della foresta 3D (Call of the Wild 3D), regia di Richard Gabai (2009)
- The Macabre World of Lavender Williams, regia di Nick Delgado – cortometraggio (2009)
- Supercuccioli a Natale - Alla ricerca di Zampa Natale (Santa Buddies), regia di Robert Vince (2009)
- Jack and the Beanstalk, regia di Gary J. Tunnicliffe (2009)
- Il guinness dei pupazzi di neve (Snowmen), regia di Robert Kirbyson (2010)
- Piranha 3D, regia di Alexandre Aja (2010)
- Wolf Sheep, di registi vari (2010)
- InSight, regia di Richard Gabai (2011)
- Amore e matrimonio (Love, Wedding, Marriage), regia di Dermot Mulroney (2011)
- Back for the Future, regia di Frank Marshall – cortometraggio (2011)
- Adventures of Serial Buddies, regia di Keven Undergaro (2011)
- Chateau Meroux - Il vino della vita (The Chateau Meroux), regia di Bob Fugger (2011)
- Dorothy and the Witches of Oz, regia di Leigh Scott (2012)
- Last Call, regia di Greg Garthe (2012)
- Piranha 3DD, regia di John Gulager (2012)
- The Axe Boat, regia di Stéphane Marelli – cortometraggio (2012)
- The Oogieloves in the Big Balloon Adventure, regia di Matthew Diamond (2012)
- Dead Before Dawn 3D, regia di April Mullen (2012)
- Excuse Me for Living, regia di Ric Klass (2012)
- The Coin, regia di Fabien Martorell – cortometraggio (2013)
- HUVr - HOW, regia di Nick Corirossi e Danny Jelinek – cortometraggio (2014)
- HUVr - BELIEF, regia di Nick Corirossi e Danny Jelinek – cortometraggio (2014)
- Funny or Die Is Sorry for Lying About Hoverboards, regia di Danny Jelinek – cortometraggio (2014)
- Un milione di modi per morire nel West (A Million Ways to Die in the West), regia di Seth MacFarlane (2014) - cameo
- Sin City - Una donna per cui uccidere (Sin City: A Dame to Kill For), regia di Robert Rodriguez e Frank Miller (2014)
- The One I Wrote for You, regia di Andrew Lauer (2014)
- 88, regia di April Mullen (2015)
- Ritorno al futuro - 30 anni dopo (Back to the Present: The Special), regia di Gilles Ganzmann – documentario (2015)
- Le avventure di Mickey Matson - Il codice dei pirati (Pirate's Code: The Adventures of Mickey Matson), regia di Harold Cronk (2015)
- Mickey Matson e la macchina alchemica (The Adventures of Mickey Matson and the Copperhead Treasure), regia di Harold Cronk (2015)
- Doc Brown salva il mondo! (Doc Brown Saves the World), regia di Glenn Sanders e Robert Zemeckis – cortometraggio (2015)
- I Am Not a Serial Killer, regia di Billy O'Brien (2016)
- Cold Moon, regia di Griff Furst (2016)
- Insospettabili sospetti (Going in Style), regia di Zach Braff (2017)
- The Boat Builder, regia di Arnold Grossman (2017)
- The Sound, regia di Jenna Mattison (2017)
- La settima musa (Muse), regia di Jaume Balagueró (2017)
- Un viaggio stupefacente (Boundaries), regia di Shana Feste (2018)
- Making a Killing, regia di Devin Hume (2018)
- ReRUN, regia di Alyssa R. Bennett (2018)
- One by One, regia di Jeffrey Obrow (2018)
- Io sono nessuno (Nobody), regia di Ilya Naishuller (2021)
- Senior Moment, regia di Giorgio Serafini (2021)
- Queen Bees, regia di Michael Lembeck (2021)
- Il bar delle grandi speranze (The Tender Bar), regia di George Clooney (2021)
- Prossima fermata: Natale (Next Stop, Christmas), regia di Dustin Rikert (2021)
- Autosufficienza (Self Reliance), regia di Jake Johnson (2023)
- Io sono nessuno 2 (Nobody 2), regia di Timo Tjahjanto (2025)

#### Televisione
- The Adams Chronicles, regia di Fred Coe, Bill Glenn, Anthony Page – miniserie TV (1976)
- Coppia di regine (Lacy and the Mississippi Queen), regia di Robert Butler – film TV (1978)
- The Word, regia di Richard Lang – miniserie TV, 4 episodi (1978)
- Barney Miller – serie TV, 2 episodi (1978-1979)
- The Fantastic Seven, regia di John Peyser (1979)
- Taxi – serie TV (1978-1983)
- Visions – serie TV, episodio 4x02 (1980)
- Semi-Tough – serie TV, episodio 1x04 (1980)
- American Playhouse – serie TV, episodio 1x11 (1980)
- Il meglio del west (Best of the West) – serie TV, episodi 1x01, 1x04, 1x15 (1981-1982)
- Violazione del codice morale (Money on the Side), regia di Robert E. Collins – film TV (1982)
- September Gun, regia di Don Taylor – film TV (1983)
- Cin Cin (Cheers) – serie TV, episodi 2x21 - 2x22 (1984)
- Old Friends, regia di Michael Lessac – cortometraggio (1984)
- Il cowboy e la ballerina (The Cowboy and the Ballerina), regia di Jerry Jameson – film TV (1984)
- Il falco della strada (Street Hawk) – serie TV, episodio 1x01 (1985)
- Storie incredibili (Amazing Stories) – serie TV, episodio 2x08 (1986)
- The Dictator – serie TV, episodio 1x01 (1988)
- Tales from the Hollywood Hills: Pat Hobby Teamed with Genius, regia di Rob Thompson – film TV (1989)
- The Earth Day Special, di registi vari - special TV (1989)
- Ritorno al futuro (Back to the Future: The Animated Series)[11] – serie TV, 26 episodi (1991-1992)
- La strada per Avonlea (Road to Avonlea) – serie TV, episodio 3x03 (1992)
- Libertà di reato (Bone N Weasel), regia di Lewis Teague – film TV (1992)
- Catastrofe in mare - Il disastro della Exxon Valdez (Dead Ahead: The Exxon Valdez Disaster), regia di Paul Seed – film TV (1992)
- Mrs. Piggle-Wiggle – serie TV (1994)
- In Search of Dr. Seuss, regia di Vincent Paterson – film TV (1994)
- Fallen Angels – serie TV, episodio 2x07 (1995)
- Bambini a noleggio (Rent-a-Kid), regia di Fred Gerber – film TV (1995)
- Deadly Games – serie TV, 13 episodi (1995-1997)
- Il diritto di non parlare (The Right to Remain Silent), regia di Hubert C. de la Bouillerie – film TV (1996)
- I racconti di Quicksilver (Quicksilver Highway), regia di Mick Garris – film TV (1997)
- Angeli alla meta (Angels in the Endzone), regia di Gary Nadeau – film TV (1997)
- Il piccolo capo indiano (The Ransom of Red Chief), regia di Bob Clark – film TV (1998)
- Spin City – serie TV, episodio 3x18 (1999)
- Alice nel Paese delle Meraviglie  (Alice in Wonderland), regia di Nick Willing – film TV (1999)
- Piovuto dal cielo (It Came from the Sky), regia di Jack Bender – film TV (1999)
- La forza della mente (Wit), regia di Mike Nichols – film TV (2001)
- Chasing Destiny, regia di Tim Boxell – film TV (2001)
- On the Edge, nel segmento Happy Nirthday, regia di Helen Mirren – film TV (2001)
- Fantasmi alla riscossa (When Good Ghouls Go Bad), regia di Patrick Read Johnson – film TV (2001)
- The Tick – serie TV, episodio 1x01 (2001) - non accreditato
- The Big Time, regia di Paris Barclay – film TV (2002)
- Malcolm (Malcolm in the Middle) – serie TV, episodio 4x03 (2002)
- Ed – serie TV, episodio 3x21 (2003)
- Tremors - La serie (Tremors) – serie TV, episodi 1x02 - 1x05 - 1x08 (2003)
- I Dream – serie TV, 13 episodi (2004)
- West Wing - Tutti gli uomini del Presidente (The West Wing) – serie TV, episodio 6x14 (2005)
- Detective, regia di David S. Cass Sr. – film TV (2005)
- Clubhouse – serie TV, 11 episodi (2004-2005)
- Una pupa in libreria (Stacked) – serie TV, 20 episodi (2005-2006)
- Masters of Horror – serie TV, episodio 2x08 (2006)
- Un giorno perfetto (A Perfect Day), regia di Peter Levin – film TV (2006)
- Numb3rs – serie TV, episodio 4x09 (2007)
- Live from Lincoln Center – serie TV, 1 episodio (2008)
- Law & Order: Criminal Intent – serie TV, episodio 7x17 (2008)
- Meteor - Distruzione finale (Meteor), regia di Ernie Barbarash – miniserie TV (2009)
- I cavalieri di Bloodsteel, regia di Philip Spink – miniserie TV, 2 episodi (2009)
- C'è sempre il sole a Philadelphia (It's Always Sunny in Philadelphia) – serie TV, episodio 6x13 (2009) - non accreditato
- Chuck – serie TV, episodio 3x16 (2010)
- Fringe – serie TV, episodio 3x10 (2011)
- Kinect Fun Labs Announce, regia di Roderick Fenske - spot del Microsoft Kinect (2011)
- Le streghe di Oz (Dorothy and the Witches of Oz), regia di Leigh Scott – miniserie TV, 2 episodi (2011)
- Caiga quien caiga - CQC – serie TV, episodio 15x23 (2011)
- Family Practice, regia di Ted Wass – film TV (2011)
- R. L. Stine's The Haunting Hour – serie TV, episodio 3x01 (2012)
- Anything But Christmas. regia di Allan Harmon – film TV (2012)
- Aiutami Hope! (Raising Hope) – serie TV, episodio 3x11 (2013)
- Psych – serie TV, episodio 7x05 (2013)
- The Michael J. Fox Show – serie TV, episodio 1x19 (2014)
- Blood Lake - L'attacco delle lamprede killer (Blood Lake: Attack of the Killer Lampreys), regia di James Cullen Bressack – film TV (2014)
- Granite Flats – serie TV, 12 episodi (2014-2015)
- Zodiac - Il segno dell'apocalisse (Zodiac - Signs of Apocalypse), regia di David Hogan – film TV (2014)
- Jimmy Kimmel Live! - programma TV, 1 puntata (2015)
- Appena in tempo per Natale (Just in time for Christmas), regia di Sean McNamara – film TV (2015)
- Funny or Die presenta: L'arte di fare affari di Donald Trump - Il film (Donald Trump's The Art of the Deal: The Movie), regia di Jeremy Konner – film TV (2016)
- The Big Bang Theory – serie TV, episodio 10x10 (2016)
- Web of Spies – serie TV (2017)
- L'esercito delle 12 scimmie (12 Monkeys) – serie TV, episodi 3x05 - 3x06 - 4x05 (2017-2018)
- Hollywood Mom – serie TV, episodio 1x01 (2018)
- Pappa e ciccia (Roseanne) – serie TV, episodio 10x06 (2018)
- Guess Who Died, regia di Adam Bernstein – film TV (2018)
- A.P. Bio – serie TV, episodio 2x06 (2019)
- NCIS - Unità anticrimine (NCIS) – serie TV, episodio 17x20 (2020)
- Expedition: Back to the Future – miniserie TV, 4 puntate (2021)[12]
- The Mandalorian – serie TV, episodio 3x06 (2023)
- Mercoledì – serie TV, episodi 2x02, 2x04 (2025)

### Videoclip
- The Power of Love dei Huey Lewis and the News, regia di Tim Newman (1985)
- Hit the Road Jack di Buster Poindexter (1989)
- Addams Groove di MC Hammer, regia di Rupert Wainwright (1991)

### Doppiatore
- Zio Paperone alla ricerca della lampada perduta (DuckTales: The Movie - Treasure of the Lost Lamp), regia di Bob Hathcock (1990)
- Rescue the Scientists - videogioco (1994)
- Mr. Payback: An Interactive Movie - videogioco (1995)
- Toonstruck - videogioco (1996)
- Anastasia, regia di Don Bluth e Gary Goldman (1997)
- The Animated Adventures of Tom Sawyer, regia di William R. Kowalchuk Jr. (1998)
- Space Case, regia di Ty Varszegi e Virginia Wilkos – cortometraggio (2001)
- Cyberchase – serie TV, 115 episodi (2002-in corso)
- Hey Arnold - Il film (Hey Arnold - The Movie), regia di Tuck Tucker (2002)
- Merry Christmas Space Case, regia di Virginia Wilkos – cortometraggio (2003)
- Le tenebrose avventure di Billy & Mandy (Grim & Evil) – serie TV, episodio 3x02 (2004)
- Back to the Future Video Slots - videogioco (2004)
- King of the Hill – serie TV, episodio 9x09 (2004)
- Here Comes Peter Cottontail: The Movie, regia di Mark Gravas (2005)
- Fly Me to the Moon, regia di Ben Stassen e Mimi Maynard (2008)
- The Simpsons Ride - videogioco (2008)
- Le avventure del topino Despereaux (The Tale of Despereaux), regia di Sam Fell e Robert Stevenhagen (2008)
- Back to the Future: The Game - Episode 1, It's About Time - videogioco (2010)
- Magic, regia di Robert Davi (2010)
- Back to the Future: The Game - Episode 2, Get Tannen - videogioco (2011)
- Back to the Future: The Game - Episode 3, Citizen Brown - videogioco (2011)
- Back to the Future: The Game - Episode 4, Double Visions - videogioco (2011)
- Back to the Future: The Game - Episode 5, Outatime - videogioco (2011)
- Le avventure di Fiocco di Neve, regia di Andrés G. Schaer (2011) - versione in lingua inglese
- Robot Chicken – serie TV, episodi 5x16 e 6x16 (2011-2013)
- Foodfight!, regia di Lawrence Kasanoff (2011)
- Los ilusionautas, regia di Eduardo Schuldt (2012) - versione in lingua inglese
- Cadaver, regia di Jonah D. Ansell – cortometraggio (2012)
- Delhi Safari, regia di Nikkhil Advani (2012) - versione in lingua inglese
- The Narrative of Victor Karloch, regia di Kevin McTurk – cortometraggio (2012)
- Shou Hu Zhe Sen Lin, regia di Xu Kerr (2013) - versione in lingua inglese
- Sid the Science Kid: The Movie, regia di Kirk R. Thatcher (2013)
- Back to the Future: Back in Time Video Slots - videogioco (2013)
- Over the Garden Wall - Avventura nella foresta dei misteri (Over the Garden Wall), regia di Nick Cross e Nate Cash – miniserie TV, 4 episodi (2014)
- I Simpson (The Simpsons) – serie TV, episodio 26x14 (2015)
- King's Quest - videogioco (2015)
- House of Monsters – serie TV, episodi 1x01, 1x02 (2015)
- LEGO Dimensions - videogioco (2015)
- Back to the Future: The Game - 30th Anniversary Edition - videogioco (2015)
- Planet Tobler, regia di Aran Quinn – cortometraggio (2018)
- Kingdom Hearts III: Re Mind - videogioco (2019)
- The Haunted Swordsman, regia di Kevin McTurk – cortometraggio (2019)
- I Greens in città (Big City Greens) – serie TV, episodio 2x04 (2019)
- Kingdom Hearts: Melody of Memory - videogioco (2020)
- Knuckles – miniserie televisiva (2024)

## Riconoscimenti
- Saturn Award
  - 1986 – Candidatura al miglior attore non protagonista per Ritorno al futuro
  - 1990 – Candidatura al miglior attore non protagonista per Chi ha incastrato Roger Rabbit

- Primetime Emmy Awards
  - 1992 – Migliore attore protagonista in una serie drammatica per La strada per Avonlea

- Online Film and Television Association Film Hall of Fame
  - 2024 – Miglior personaggio per Ritorno al futuro

## Doppiatori italiani
Nelle versioni in italiano delle opere in cui ha recitato, Christopher Lloyd è stato doppiato da:
- Dario Penne in Chi ha incastrato Roger Rabbit?, Otto uomini fuori, Quattro pazzi in libertà, Ritorno al futuro - Parte II, Perché proprio a me?, Ritorno al futuro - Parte III, Cose dell'altro mondo, Dennis la minaccia, Un pezzo da venti, Vacanze a modo nostro, Pagemaster - L'avventura meravigliosa, Un genio in pannolino, Fantasmi alla riscossa (ridoppiaggio), Interstate 60, Bad Girls, Meteor - Distruzione finale, I cavalieri di Bloodsteel, Il guinness dei pupazzi di neve, Piranha 3D, Psych, Aiutami Hope!, Blood Lake - L'attacco delle lamprede killer, Chateau Meroux - Il vino della vita (ridoppiaggio), Un milione di modi per morire nel West, Ritorno al futuro - 30 anni dopo, Le avventure di Mickey Matson - Il codice dei pirati, Mickey Matson e la macchina alchemica, Io sono nessuno
- Carlo Valli in Angels, Martin il marziano, Sin City - Una donna per cui uccidere, Supercuccioli a Natale - Alla ricerca di Zampa Natale, Il bar delle grandi speranze, The Mandalorian, Un campeggio in fuga, Autosufficienza, Mercoledì
- Ferruccio Amendola in Ritorno al futuro, I racconti di Quicksilver, Alice nel Paese delle Meraviglie
- Giorgio Lopez in West Wing - Tutti gli uomini del Presidente, Le streghe di Oz, NCIS - Unità anticrimine
- Elio Pandolfi ne La famiglia Addams, La famiglia Addams 2
- Michele Kalamera ne Il piccolo capo indiano, I Dream
- Stefano De Sando in Piovuto dal cielo, Chuck
- Michele Gammino in Malcolm, The Big Bang Theory
- Gino La Monica ne La forza della mente, Prossima fermata: Natale
- Manlio De Angelis in Un giorno perfetto, Fringe
- Oliviero Dinelli ne La settima musa, Io sono nessuno 2
- Enzo Robutti in Qualcuno volò sul nido del cuculo
- Luciano De Ambrosis in Verso il sud
- Sergio Antonica in Taxi
- Sandro Iovino ne Il ritorno di Butch Cassidy & Kid
- Francesco Carnelutti ne Il campo di cipolle
- Giancarlo Prete in Mister mamma
- Sergio Fiorentini in Star Trek III - Alla ricerca di Spock
- Mimmo Palmara ne Le avventure di Buckaroo Banzai nella quarta dimensione
- Sandro Sardone ne Il falco della strada
- Raffaele Uzzi in Signori, il delitto è servito
- Paolo Poiret in Storie incredibili
- Gabriele Carrara in Mille pezzi di un delirio
- Giorgio Melazzi in Ritorno al futuro (serie animata)[13]
- Rino Bolognesi in Catastrofe in mare - Il disastro della Exxon Valdez
- Sandro Pellegrini in Benvenuti a Radioland
- Ugo Maria Morosi in Cosa fare a Denver quando sei morto
- Romano Ghini in Bambini a noleggio
- Ambrogio Colombo ne Il diritto di non parlare
- Franco Zucca in Cambio vita
- Ennio Coltorti in Una bionda naturale
- Enrico Maggi in Spin City
- Fabio Mazzari in Fantasmi alla riscossa
- Massimo Milazzo in Admissions
- Oreste Rizzini in Una pupa in libreria
- Enrico Bertorelli in Masters of Horror
- Sergio Tedesco in Numb3rs
- Domenico Brioschi in Law & Order - Criminal Intent
- Augusto Di Bono ne Il richiamo della foresta 3D
- Maurizio Scattorin in Piranha 3DD
- Dario Oppido in Amore e matrimonio
- Giovanni Petrucci in Zodiac - Il segno dell'apocalisse
- Mario Zucca in Appena in tempo per Natale
- Pietro Biondi in Insospettabili sospetti
- Bruno Alessandro in Un viaggio stupefacente
- Toni Garrani in L'esercito delle 12 scimmie
- Gianluca Machelli in A.P. Bio
- Mario Cordova in DeLorean: ritorno al futuro
- Gianni Gaude in Queen Bees

Da doppiatore è sostituito da:
- Pietro Biondi in Zio Paperone alla ricerca della lampada perduta
- Mauro Bosco in Anastasia
- Mario Zucca in Cyberchase
- Oliviero Corbetta in Hey Arnold - Il film
- Silvio Anselmo in King of the Hill
- Dario Penne in Le avventure del topino Despereaux
- Pietro Ubaldi in Over the Garden Wall - Avventura nella Foresta dei Misteri
- Bruno Slaviero in LEGO Dimensions
- Mino Caprio in Knuckles
- Massimo De Ambrosis ne I Greens in città